# Sävsjö kommun
Sävsjö kommun är en kommun i Jönköpings län. Centralorten är Sävsjö, som också är kommunens största tätort.

## Administrativ historik
Kommunens område motsvarar socknarna: Hjälmseryd, Hjärtlanda, Hultsjö, Hylletofta, Norra Ljunga, Skepperstad, Stockaryd, Vallsjö och Vrigstad samt delar av Bringetofta och Norra Sandsjö. I dessa socknar bildades vid kommunreformen 1862 landskommuner med motsvarande namn. 
Sävsjö municipalsamhälle inrättades 29 september 1882 i Vallsjö och Norra Ljunga landskommuner. Municipalsamhället upplöstes 1947 när Sävsjö stad bildades av de två landskommunerna. 
Vid kommunreformen 1952 bildades storkommunerna Hjälmseryd (av Hjälmseryd, Hultsjö  och Stockaryd), Bäckaby (av Bäckaby, Fröderyd, Ramkvilla och Skepperstad) samt Vrigstad (av Hylletofta, Nydala , Svenarum och Vrigstad). Samtidigt uppgick Hjärtlanda landskommun i Sävsjö stad. 
Sävsjö kommun bildades vid kommunreformen 1971 av Sävsjö stad och delar ur Vrigstads landskommun (Vrigstads och Hylletofta församlingar) samt en del ur Bäckaby landskommun (Skepperstads församling). År 1974 införlivades Hjälmseryds kommun  samt överfördes ett område på cirka 46 kvadratkilometer, med 199 invånare, från Nässjö kommun till Sävsjö kommun. 
Kommunen ingår sedan bildandet i Eksjö tingsrätts domsaga.

## Geografi
Kommunen gränsar till Kronobergs län och Växjö kommun och Alvesta kommun i söder samt i Jönköpings län Värnamo kommun i väst, Vaggeryds kommun i nordväst, Nässjö kommun i norr och Vetlanda kommun i öster.

### Topografi och hydrografi
Sävsjö kommun är en mångfacetterad kommun belägen på det kuperade och sjörika Sydsvenska höglandet. Berggrunden består främst av granit och är övervägande täckt av näringsfattig barrskogsklädd morän. Söder om Vrigstad och norr om Stockaryd sträcker sig flera större myrområden, medan torvtäkt är vanligt förekommande norr om Stockaryd. Öppna och odlade områden präglar landskapet, särskilt kring Vrigstad och längs Ljungaån. Kommunen rymmer också vackra naturliga ängs- och hagmarker på flera platser.
Nedan presenteras andelen av den totala ytan 2020 i kommunen jämfört med riket.
|  | Bebyggelse (5,0 %) |

|  | Skog (72,8 %) |

|  | Öppen myrmark (2,8 %) |

|  | Jordbruksmark (12,2 %) |

|  | Övrig mark (7,2 %) |

|  | Bebyggelse (3,1 %) |

|  | Skog (68,0 %) |

|  | Öppen myrmark (7,2 %) |

|  | Jordbruksmark (7,4 %) |

|  | Övrig mark (14,3 %) |

### Administrativ indelning
Från 2016 indelas kommunen i följande distrikt:

- Hjälmseryd
- Hjärtlanda
- Hultsjö
- Hylletofta
- Skepperstad
- Stockaryd
- Sävsjö
- Vrigstad

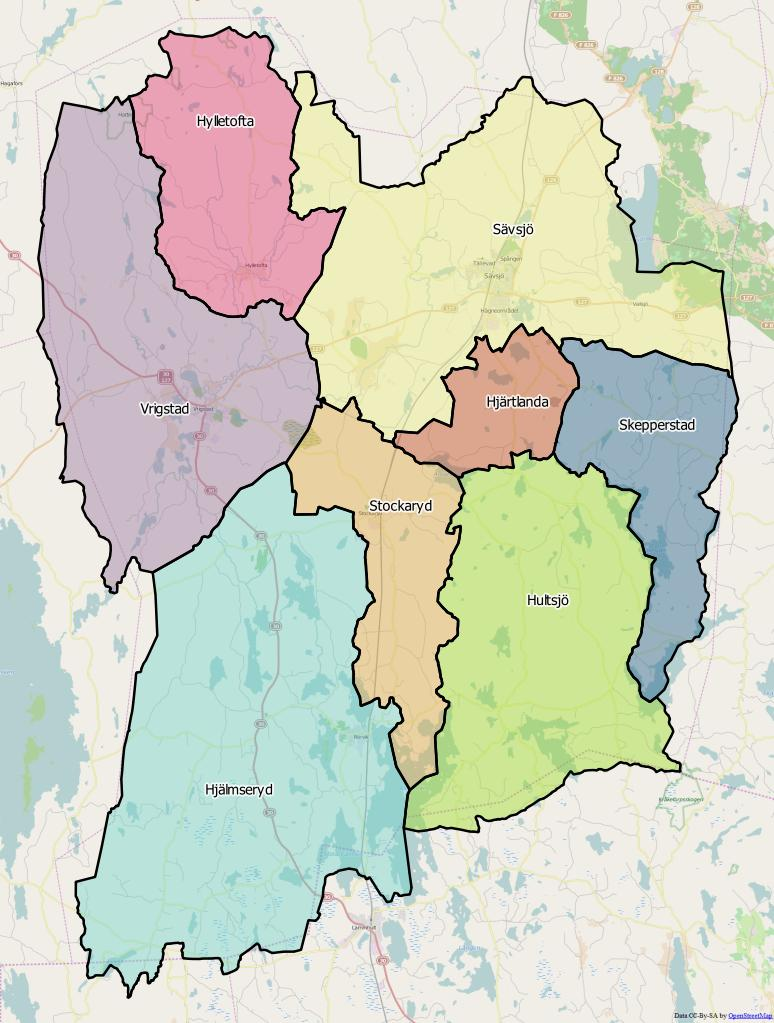
Distrikt inom Sävsjö kommun

Före 2016 var kommunen för befolkningsrapportering indelad i
- Hjälmseryds församling
- Hultsjö församling
- Stockaryds församling
- Sävsjö församling
- Vrigstad-Hylletofta församling

### Tätorter
Det finns fyra tätorter i Sävsjö kommun.
I tabellen presenteras tätorterna i storleksordning den 13 december 2015.
| Nr | Tätort    | Befolkning |
| -- | --------- | ---------- |
| 1  | Sävsjö    | 5 374      |
| 2  | Vrigstad  | 1 461      |
| 3  | Stockaryd | 1 019      |
| 4  | Rörvik    | 523        |

Centralorten är i fet stil.

## Styre och politik

### Styre
Historiskt har Sävsjö kommun präglats av en borgerlig majoritet i valmanskåren, vilket har förstärkts ytterligare in på 2010-talet. I valet 2018 röstade nära 75% av sävsjöborna antingen på borgerliga partier eller på Sverigedemokraterna. Sävsjö kommun är även en av Kristdemokraternas starkaste fästen i landet. I valet 2018 fick Kristdemokraterna nära 30% av rösterna i kommunalvalet, en ökning med nära 8 %. Sävsjö kommun är en av få kommuner som leds av en kristdemokratisk kommunalrådsordförande.
Sävsjö kommun styrdes mandatperioden 2010–2014 av de fyra borgerliga partierna: Kristdemokraterna, Centerpartiet, Folkpartiet och Moderaterna. Efter valet 2014 åkte folkpartiet ut ur kommunfullmäktige och socialdemokraterna bjöds in till samtal för att styra med de tre kvarvarande allianspartierna. Moderaterna ville inte ingå i styret och gick i opposition och en koalition bestående av Kristdemokraterna, Centerpartiet och Socialdemokraterna bildades för att styra kommunen. Efter valet 2018 förnyades samarbetet mellan Kristdemokraterna, Socialdemokraterna och Centerpartiet.
| 1994–1998 | C  | M  | KD |    |
| 1998–2002 | C  | KD | M  |    |
| 2002–2006 | KD | C  | M  |    |
| 2006–2010 | KD | C  | M  | FP |
| 2010–2014 | KD | M  | C  | FP |
| 2014–2018 | S  | KD | C  |    |
| 2018–2022 | KD | S  | C  |    |
| 2022–     | KD | S  | C  |    |

### Kommunfullmäktige

#### Presidium
| Presidium 2022–2026    | Presidium 2022–2026 | Presidium 2022–2026   |
| ---------------------- | ------------------- | --------------------- |
| Ordförande             | KD                  | Stefan Gustafsson     |
| Förste vice ordförande | S                   | Susanne Sjögren       |
| Andre vice ordförande  | M                   | Carl-Johan Gustafsson |

Källa:

#### Lista över kommunfullmäktiges ordförande
| Namn | Namn                   | Tillträdde      | Avgick          |
| ---- | ---------------------- | --------------- | --------------- |
|      | Per Danielsson (KD)    | 15 oktober 2014 | 31 oktober 2022 |
|      | Stefan Gustafsson (KD) | 31 oktober 2022 |                 |

#### Mandatfördelning 1970–2022
| 14 | 11 | 7 | 2 | 7 |

| 37 |

| 12 | 17 | 5 | 4 | 7 |

| 42 |

| 13 | 17 | 5 | 3 | 7 |

| 40 |

| 13 | 16 | 4 | 4 | 8 |

| 40 |

| 14 | 14 | 3 | 5 | 9 |

| 39 |

| 14 | 12 | 5 | 5 | 9 |

| 36 | 9 |

| 14 |  | 13 | 4 | 5 | 8 |

| 36 | 9 |

| 2 | 11 |  | 11 | 3 | 8 | 9 |

| 35 | 10 |

| 7 | 10 | 12 | 2 | 6 | 8 |

| 30 | 15 |

| 3 | 12 | 11 |  | 10 | 8 |

| 32 | 13 |

| 2 | 13 | 10 | 2 | 12 | 6 |

| 33 | 12 |

| 2 | 13 |  | 8 |  | 12 | 8 |

| 30 | 15 |

| 2 | 12 | 4 | 7 | 2 | 9 | 9 |

| 32 | 13 |

|  | 11 | 6 | 5 | 9 | 7 |

| 22 | 17 |

|  | 9 | 6 | 4 | 12 | 7 |

| 25 | 14 |

|  | 8 | 6 | 3 | 12 | 9 |

| 28 | 11 |

### Nämnder

#### Kommunstyrelse
| Presidium 2022–2026    | Presidium 2022–2026 | Presidium 2022–2026 |
| ---------------------- | ------------------- | ------------------- |
| Ordförande             | KD                  | Therese Petersson   |
| Förste vice ordförande | S                   | Göran Häll          |
| Andre vice ordförande  | M                   | Mats Hermansson     |

Källa:

#### Lista över kommunstyrelsens ordförande
| Namn | Namn                   | Tillträdde | Avgick |
| ---- | ---------------------- | ---------- | ------ |
|      | Evald Sandestam (C)    | 1971       | 1977   |
|      | Torbjörn Furulund (C)  | 1977       | 1985   |
|      | Uno Nord (C)           | 1985       | 1991   |
|      | Lars Strömblad (C)     | 1991       | 1999   |
|      | Conny Gustafsson (M)   | 1999       | 2000   |
|      | Stefan Gustafsson (KD) | 2000       | 2022   |
|      | Therese Petersson (KD) | 2023       |        |

Källa:

#### Övriga nämnder
| Nämnd                        | Ordförande | Ordförande        | Vice ordförande | Vice ordförande      | Andre vice ordförande | Andre vice ordförande |
| ---------------------------- | ---------- | ----------------- | --------------- | -------------------- | --------------------- | --------------------- |
| Barn- och utbildningsnämnden | KD         | Fredrik Håkansson | S               | Victor Erliksson     | M                     | Carl-Johan Gustafsson |
| Socialnämnden                | S          | Kerstin Hvirf     | KD              | Bengt Swerlander     | M                     | Gunnel Svensson       |
| Kultur- och fritidsnämnden   | S          | Jari Ljungquist   | KD              | Anna-Karin Yngvesson | M                     | Patrik Fransson       |
| Myndighetsnämnden            | C          | Sten-Åke Claesson | KD              | Fredrik Karlsson     | M                     | Morgan Olsson         |
| Valnämnden                   | S          | Christer Sjögren  | M               | Karin Magnusson      |                       |                       |

Källa:

## Ekonomi och infrastruktur

### Näringsliv
Sävsjö har traditionellt varit en kommun präglad av jord- och skogsbruk. På senare år har dock näringslivet diversifierats, och idag utgör trä-, livsmedels- och verkstadsindustrin de främsta branscherna. Bland de betydande företagen i kommunen återfinns A-lackering AB, som specialiserar sig på pulverlackering av aluminiumprofiler i centralorten, samt Willa Nordic och Rörvikshus AB, båda verksamma inom träindustrin i Stockaryd och Rörvik.

### Infrastruktur

#### Transporter

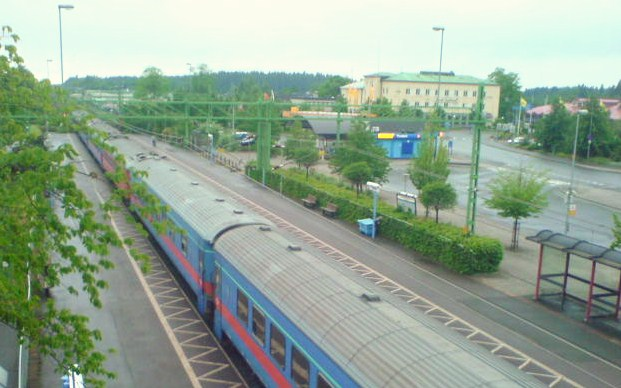
Tågavgång från Sävsjö station i riktning från Stockholm och mot Malmö samt vy över Sävsjö torg och Sävsjö stadshotell.

Södra stambanan mellan Stockholm och Malmö skär genom både Sävsjö och Stockaryd och är den enda järnväg som finns kvar i kommunen. Tidigare var Sävsjö knutpunkt mellan stambanan och en smalspårig järnväg till Målilla via Vetlanda, men denna järnväg lades ned på 1970-talet. 
Regionala tåg utgörs av Krösatågen som inom kommunen stannar i Sävsjö och Stockaryd. De trafikerar linjen Växjö-Alvesta-Nässjö-(Jönköping).
Vid årsskiftet 2014/2015 var antalet avgångar med Krösatågen på vardagar elva stycken i vardera riktning, 23 i båda riktningarna.
Den centrala knutpunkten för busstrafiken i området är Sävsjö. All busstrafik i kommunen sköts och drivs av Jönköpings länstrafik som i sin tur hyr förare och fordon från olika bussåkerier, de åkerier som nyttjas i trakterna kring Sävsjö är främst Hjälmåkrabuss AB, Carlstens buss AB och Åseda buss AB med flera.

## Befolkning

### Befolkningsutveckling
Kommunen har 11 563 invånare (31 december 2024), vilket placerar den på 193:e plats avseende folkmängd bland Sveriges kommuner.
| Befolkningsutvecklingen i Sävsjö kommun 1970–2020 | Befolkningsutvecklingen i Sävsjö kommun 1970–2020 | Befolkningsutvecklingen i Sävsjö kommun 1970–2020 | Befolkningsutvecklingen i Sävsjö kommun 1970–2020 | Befolkningsutvecklingen i Sävsjö kommun 1970–2020 |
| ------------------------------------------------- | ------------------------------------------------- | ------------------------------------------------- | ------------------------------------------------- | ------------------------------------------------- |
|                                                   |                                                   |                                                   |                                                   |                                                   |
| År                                                |                                                   |                                                   | Folkmängd                                         |                                                   |
| 1970                                              | 1970                                              |                                                   | 11 471                                            |                                                   |
| 1975                                              | 1975                                              |                                                   | 11 590                                            |                                                   |
| 1980                                              | 1980                                              |                                                   | 11 838                                            |                                                   |
| 1985                                              | 1985                                              |                                                   | 11 588                                            |                                                   |
| 1990                                              | 1990                                              |                                                   | 12 086                                            |                                                   |
| 1995                                              | 1995                                              |                                                   | 11 900                                            |                                                   |
| 2000                                              | 2000                                              |                                                   | 11 049                                            |                                                   |
| 2005                                              | 2005                                              |                                                   | 10 989                                            |                                                   |
| 2010                                              | 2010                                              |                                                   | 10 830                                            |                                                   |
| 2015                                              | 2015                                              |                                                   | 11 228                                            |                                                   |
| 2020                                              | 2020                                              |                                                   | 11 721                                            |                                                   |

## Kultur

### Kulturarv
Sävsjö Häradsväg, som sträcker sig mellan Vallsjö och Norra Ljunga, utgör en viktig del av det historiska och geografiska landskapet i Njudung. Denna vägsträcka på cirka 2 mil ger en djupgående inblick i Smålands mångfaldiga natur och kultur. Genom att följa vägen möter man en rad sevärda platser och historiska lämningar som vittnar om regionens rika förflutna och mångskiftande landskap.
Sävsjö stad, belägen mitt på vägen, växte fram som ett blomstrande samhälle i slutet av 1800-talet tack vare anläggandet av järnvägen som sträckte sig genom området från söder till norr. Utöver stadens historia bjuder vägen på en resa genom tiden med besök vid Eksjöhovgård, Komstad och flera kyrkor och runstenar från 1100-talet. Andra exempel på kulturarv längs vägen är Galgabacken och Sankt Sigfrids källa.

### Kommunvapen
Blasonering: Sköld delad, övre fältet av guld, undre fältet blått, vari en fristående krenelerad mur av guld, med tre tinnar.
Vapnet stadfästes vid Sävsjös stadsblivande år 1947. Muren avser den yngre Stureättens gods Ekesjö och den blå-gula skölden är ätten Natt och Dags vapen. Riksheraldikerämbetet föreslog denna historiska komposition. Efter kommunbildningen saknades konkurrens och vapnet kunde oförändrat registreras för Sävsjö kommun i PRV 1974.

## Galleri

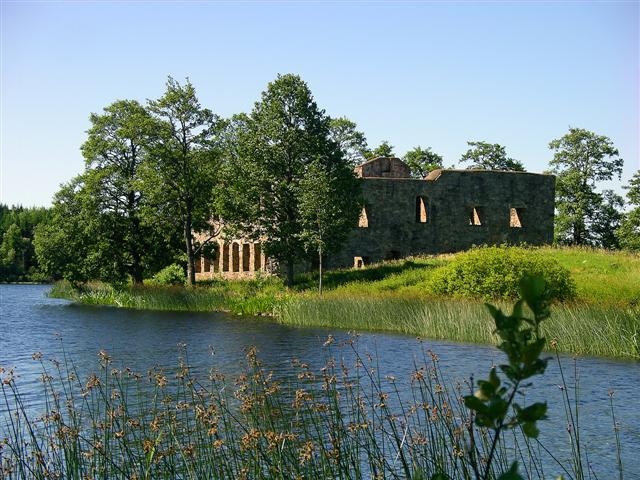
Ekesjöhovgårds Slottsruin.

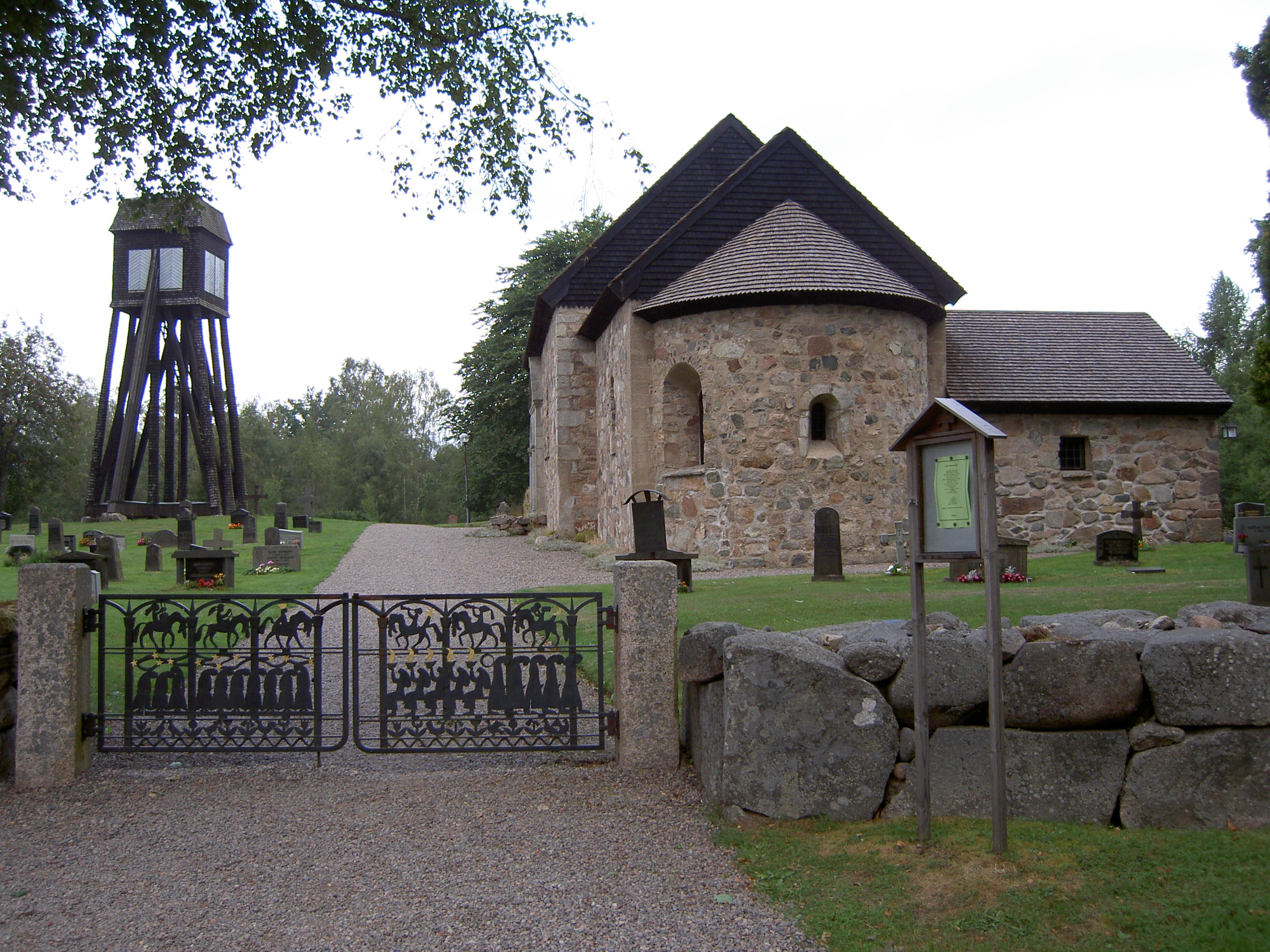
Hjälmseryds gamla kyrka.